# 90P/Gehrels
90P/Gehrels è una cometa periodica appartenente alla famiglia delle comete gioviane. La cometa è stata scoperta dall'astronomo olandese Tom Gehrels l'11 ottobre 1972, la sua riscoperta il 29 agosto 1987 ha permesso di numerarla definitivamente.